# Bongi Mbonambi
Mbongeni („Bongi“) Theo Mbonambi (* 7. Januar 1991 in Bethlehem, Südafrika) ist ein südafrikanischer Rugby-Union-Spieler. Er spielt auf der Position des Haklers für das südafrikanische Franchise Sharks und die südafrikanische Nationalmannschaft. Zu seinen Erfolgen gehören ein Currie-Cup-Pokalsieg mit Western Province sowie zwei Weltmeistertitel 2019 und 2023 sowie ein Turniersieg bei der Rugby Championship mit Südafrika.

## Biografie

### Vereinskarriere
Der Sohn eines Polizisten und einer Krankenpflegerin begann bereits in seiner Kindheit mit dem Rugbysport. Er spielte 2007 für die Schulmannschaft der Bethlehem Voortrekker High School und nahm mit den Griffons am Nachwuchsturnier Craven Week teil. Zwei Talentscouts der Blue Bulls holten ihn im Jahr darauf nach Pretoria an ihre Trainingsakademie, ebenso erhielt er ein Stipendium des St Alban’s College. 2011 spielte er in der Universitätsmeisterschaft Varsity Cup einige Partien für die TUT Vikings, die Auswahl der Technischen Universität Tshwane, 2013/14 für die UP Tuks der Universität Pretoria. In der Saison 2013 gewann er mit den Tuks den Meistertitel.
Sein Profidebüt für die Blue Bulls gab Mbonambi in der Saison 2012 des Vodacom Cup. Im selben Jahr folgte auch sein erster Einsatz im Currie Cup. Ebenfalls 2012 spielte er erstmals für das Franchise der Bulls in der internationalen Liga Super Rugby. In dieser kam er jedoch in den drei folgenden Jahren nur spärlich zum Einsatz. Um mehr Spielpraxis zu erhalten, entschloss er sich dazu, 2015 nach Kapstadt zum Super-Rugby-Franchise der Stormers zu wechseln, worauf er sich rasch zum Stammspieler entwickelte. Zusätzlich spielte er im Currie Cup für das angeschlossene Team Western Province. Mit diesem gewann er 2017 den Meistertitel, während er 2018 den zweiten Platz belegte; in beiden Jahren waren die Natal Sharks die Finalgegner.
Als Folge der Reorganisation des südafrikanischen Spielbetriebs, verbunden mit dem Wechsel der Franchises von Super Rugby zu der nach Europa ausgerichteten United Rugby Championship, wechselte Mbonangi zu den Sharks. Diesen Schritt begründete er mit der Gründung eines eigenen Unternehmens in Durban, dem er sich nach dem Ende der Karriere vermehrt widmen werde.

### Nationalmannschaft
2009 spielte Mbonangi für die nationale Schülerauswahl South Africa Schools und 2011 für die U20-Auswahl, mit der er an der Juniorenweltmeisterschaft teilnehm. Nationaltrainer Heyneke Meyer berief ihn im Oktober 2014 erstmals in den Kader der südafrikanischen Nationalmannschaft, verzichtete aber in diesem und auch im folgenden Jahr darauf, ihn einzusetzen. Erst anderthalb Jahre später erhielt er von dessen Nachfolger Allister Coetzee wieder ein Aufgebot. Sein erstes Test Match bestritt Mbonangi schließlich am 25. Juni 2016 beim 19:13-Sieg gegen Irland, als er kurz vor Spielende eingewechselt wurde. Es folgten eine Reihe von Einsätzen als Einwechselspieler, ehe er am 25. November 2017 beim 35:6-Auswärtssieg gegen Italien seinen ersten Einsatz in der Startformation hatte. 2018 setzte er sich trotz der starken Konkurrenz durch Malcolm Marx, der als einer der weltbesten Hakler gilt, als Stammspieler durch.
Seine größten Erfolge mit den Springboks feierte Mbonambi im darauffolgenden Jahr. Mit Einsätzen in allen drei Spielen war er am Turniersieg bei der Rugby Championship 2019 beteiligt. Nationaltrainer Rassie Erasmus berief ihn daraufhin in den Kader für die Weltmeisterschaft 2019. Südafrika gewann das Turnier und bezwang England im Finale, wobei Mbonangi wesentlichen Anteil am Erfolg hatte. Er bestritt die Gruppenspiele gegen Neuseeland, Namibia und Italien, ebenso das Viertelfinale gegen Gastgeber Japan und das Halbfinale gegen Wales. Im Finale musste er nach 21 Minuten wegen einer leichten Gehirnerschütterung ausgewechselt werden. 2023 wurde er in den Gruppenspielen gegen Schottland, Rumänien, Irland, im Viertelfinale gegen Frankreich, im Halbfinale gegen England und im Finale gegen Neuseeland eingesetzt und verteidigte mit den Springboks erfolgreich den Weltmeistertitel. Im Finale musste er wegen einer Knieverletzung durch ein Foul gegen ihn bereits nach wenigen Minuten das Spielfeld verlassen.
Als die British and Irish Lions im Sommer 2021 durch Südafrika tourten, stand ihnen Mbonambi in allen drei Test Matches gegenüber. Sein 50. Spiel für die Springboks bestritt er am 16. Juli 2022 beim 30:14-Heimsieg gegen Wales.

## Erfolge
UP Tuks:
- Sieger Varsity Cup: 2013

Western Province:
- Sieger Currie Cup: 2017
- Finalist Currie Cup: 2018

Südafrika:
- Weltmeister: 2019, 2023
- Sieger Rugby Championship: 2019